# 진구지 야요이
진구지 야요이(神宮司 弥生, 1965년 12월 8일 ~ )는 일본의 여성 성우이다. 효고현 출신으로 아츠 비전에 소속되어있다.

## 출연작품

### OVA
1999년
- 집 보는 햄스터 에비츄(주인님)

### 게임
1994년
- 뱀파이어(모리건 앤슬랜드)

1995년
- 뱀파이어 헌터(모리건 앤슬랜드)

1997년
- 뱀파이어 세이버(모리건 앤슬랜드)
- 뱀파이어 헌터2(모리건 앤슬랜드)
- 뱀파이어 세이버2(모리건 앤슬랜드)
- 파랜드 스토리~4개의 봉인~(여왕, 라이아)

1998년
- 마알 왕국의 인형 공주(가오)

1999년
- 리틀 프린세스 마알 왕국의 인형 공주2(가오)

2001년
- 레가이아 듀얼 사가(샤론)

2005년
- NAMCO x CAPCOM(모리건 앤슬랜드)